# Havelkanal
Het Havelkanal (Nederlands:Havelkanaal) is een kanaal in Duitsland ten westen van Berlijn met een lengte van 34,5 km.
Er wordt door middel van sluizen bij Schönwalde een hoogteverschil overwonnen van 2,25 meter. Oorsprong en monding zijn de rivier de Havel. Het kanaal werd tussen 1951 en 1953 aangelegd.